# Distrito electoral de Otoe (condado de Otoe, Nebraska)
Otoe (en inglés: Otoe Precinct) es un distrito electoral ubicado en el condado de Otoe en el estado estadounidense de Nebraska. En el Censo de 2010 tenía una población de 259 habitantes y una densidad poblacional de 2,35 personas por km².

## Geografía
Otoe se encuentra ubicado en las coordenadas 40°34′20″N 95°50′4″O / 40.57222, -95.83444. Según la Oficina del Censo de los Estados Unidos, Otoe tiene una superficie total de 110.1 km², de la cual 108.19 km² corresponden a tierra firme y (1.73%) 1.9 km² es agua.

## Demografía
Según el censo de 2010, había 259 personas residiendo en Otoe. La densidad de población era de 2,35 hab./km². De los 259 habitantes, Otoe estaba compuesto por el 97.68% blancos, el 0.77% eran afroamericanos, el 0% eran amerindios, el 0.39% eran asiáticos, el 0% eran isleños del Pacífico, el 1.16% eran de otras razas y el 0% pertenecían a dos o más razas. Del total de la población el 1.93% eran hispanos o latinos de cualquier raza.